# Dieter Reinfried
Dieter Reinfried (* 7. August 1947 in Mittweida) ist ein deutscher Politiker (CDU, bis 1990 DDR-CDU). Er war von 1990 bis 1995 Abgeordneter im Sächsischen Landtag.

## Leben
Reinfried besuchte nach der Grundschule in Lichtenstein/Sa. die Erweiterte Oberschule, an der er 1966 das Abitur machte. Nach einer kurzen Beschäftigung als Betriebsschlosser absolvierte er von 1966 bis 1970 ein Studium der Physik an der TU Dresden. Danach war er bis 1975 Mitarbeiter im F/E-Bereich der Messelektronik und anschließend bis 1990 wissenschaftlicher Mitarbeiter im Zentralinstitut für Kernforschung in Rossendorf. Während dieser Zeit hatte er 1984 promoviert.
Im Jahr 1970 trat Reinfried in die DDR-CDU ein und war von 1971 bis 1974 Vorsitzender der CDU-Ortsgruppe Dresden-Neustadt.
In der Wendezeit war Reinfried – neben Arnold Vaatz – einer der aktivsten Männer im Neuen Forum in Dresden, zu dessen Sprechern er gehörte, und hielt Kontakt zum Berliner Neuen Forum. Später gehörte er zu den Erneuerern der Ost-CDU und wurde 1990 Vorsitzender des CDU-Kreisverbandes Dresden. Von Oktober 1990 bis 1995 saß er im Landtag von Sachsen und wurde in beiden Wahlperioden direkt gewählt. Von 1995 bis Januar 2000 war er Staatssekretär im Sächsischen Staatsministerium für Umwelt und Landesentwicklung. Danach wirkte er bis 2010 als Geschäftsführer der Sächsischen Landsiedlung GmbH.